# SCORE (satellite)
Pour les articles homonymes, voir Score.

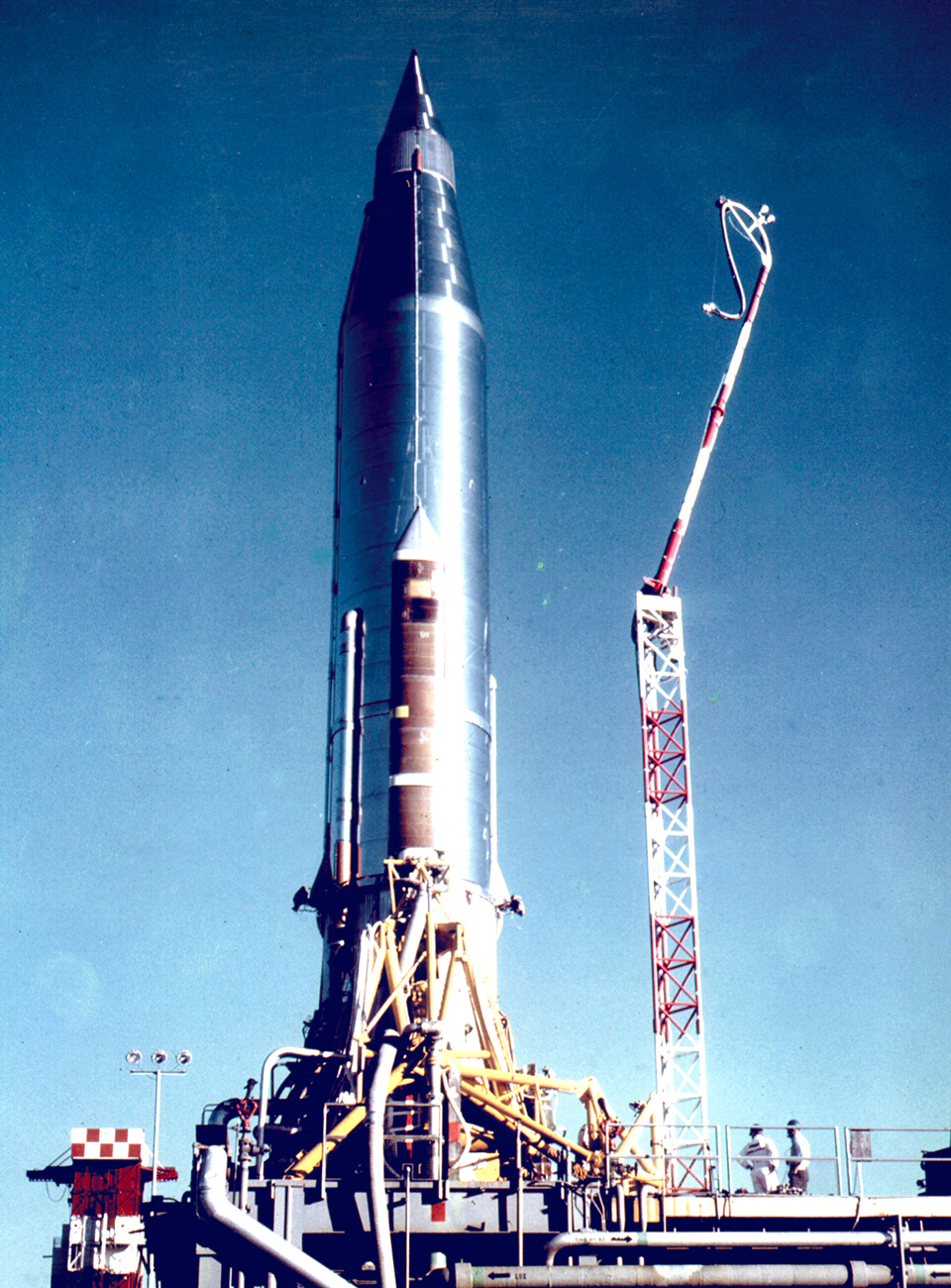
Le lanceur Atlas-B avec le satellite SCORE sur l'aire de lancement

SCORE (Signal Communications Orbit Relay Equipment) est un engin spatial lancé par les États-Unis qui fut le premier satellite de télécommunications. SCORE a été placé en orbite le 18 décembre 1958 par un lanceur Atlas : il a démontré pour la première fois la capacité d'un satellite à jouer le rôle de relais de télécommunications dans l'espace ; c'est également la première fois que le missile balistique intercontinental Atlas était utilisé comme lanceur. Il a attiré l'attention du monde entier en diffusant un message de Noël enregistré sur un magnétophone embarqué.

## Contexte
SCORE est la première réalisation de l'agence ARPA, qui venait d'être crée, et démontra qu'un groupe de chercheurs polyvalent concentré sur un objectif unique et doté de moyens adaptés constituait l'organisation adéquate pour réaliser les avancées scientifiques et technologiques que nécessitait la course à l'espace qui venait de s'engager entre les États-Unis et l'Union Soviétique.
SCORE avait deux objectifs techniques. Tout en prouvant qu'un missile Atlas pouvait être placé en orbite, le projet démontrait la possibilité de retransmettre depuis l'espace des messages émis par une station terrestre vers une ou plusieurs autres stations terrestres. Les résultats de cette expérience qui utilisait à la fois les techniques de retransmission en temps réel et de stockage avant retransmission constituaient de manière indéniable une importante percée scientifique : SCORE démontrait que les satellites de télécommunications actifs pouvaient constituer une méthode de transmission des messages d'un lieu à un autre.

## Caractéristiques techniques
Le satellite SCORE fut conçu et construit par  Kenneth Masterman-Smith, un ingénieur  de télécommunications militaire assisté par d'autres employés  du Signal Research and Development Laboratory (SRDL) de l'Armée de Terre américaine  à Fort Monmouth (en) dans le  New Jersey. Le projet fut développé dans le plus grand secret et seuls 88 personnes étaient au courant de son existence.
La charge utile pesait 68 kg et était transporté sous le carénage du missile Atlas d'une masse à vide de 4 100 kg. SCORE a été placé sur une orbite de 183 km × 1 481 km avec une inclinaison de 32,3 degrés, avec une période de 101,5 minutes. Ses batteries permettaient au satellite de fonctionner durant 12 jours ; SCORE a effectué sa rentrée atmosphérique le 21 janvier 1959. Le répéteur recevait le signal, l'amplifiait et le retransmettait. Deux systèmes redondants étaient installés dans le nez de SCORE. Quatre antennes étaient montés sur le carénage du missile, deux pour la réception et deux pour l'émission. Les autres équipements embarqués étaient deux  magnétophones ayant chacun une capacité d'enregistrement de 4 minutes. Quatre stations situées dans le sud des États-Unis pouvaient déclencher la diffusion du message enregistré ou enregistrer un nouveau message. La redondance fut utilisée car l'un des deux magnétophones tomba en panne au cours du séjour de 15 jours dans l'espace
Le premier message diffusé était le suivant :

« C'est le président des États-Unis qui vous parle. Grâce aux merveilles du progrès scientifique, ma voix vous parvient depuis un satellite tournant dans l'espace. Mon message est simple : grâce à ce moyen unique, je vous transmets à vous et à toute l'humanité, les vœux de paix  et de bonne volonté de l'Amérique. »

Le message Eisenhower était diffusé avec une puissance très faible et seuls les récepteurs radio les plus sensibles étaient capables de le recevoir. La plupart des américains n'eurent connaissance du message qu'à travers sa retransmission par les bulletins d'information des radios commerciales.

## Impact
Sur le plan géopolitique SCORE permit aux États-Unis de revenir à la parité technologique avec l'Union Soviétique qui occupait une position dominante depuis le lancement des satellites Spoutnik. Le jour de la mise en orbite de SCORE, le président Eisenhower recevait à la Maison Blanche une délégation de la Pologne, pays inféodé à l'époque à l'Union Soviétique. Durant le diner officiel, il fut informé de la réussite du lancement : il interrompit le repas et révéla l'existence du projet aux convives. Tout en soulignant que SCORE était une mission pacifique, il précisa que les États-Unis avait désormais la capacité de lancer une arme nucléaire via l'espace.

### Sources
- (en) Cet article est partiellement ou en totalité issu de l’article de Wikipédia en anglais intitulé « Project SCORE » (voir la liste des auteurs).